# Villa Berg (Lüdenscheid)

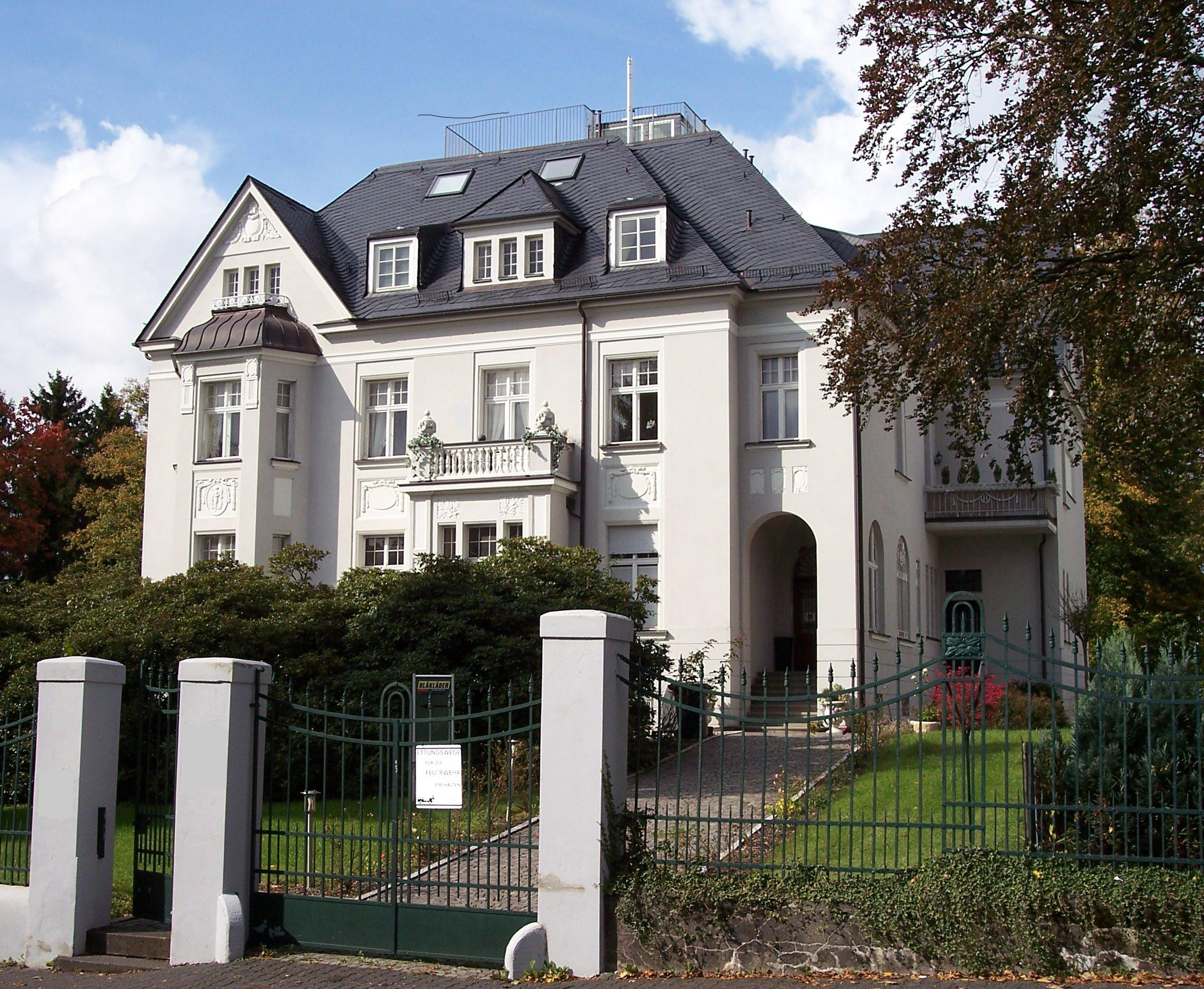
Villa Berg

Die Villa Berg ist ein denkmalgeschütztes Profangebäude in der Hohfuhrstraße 42 in Lüdenscheid im Märkischen Kreis (Nordrhein-Westfalen).

## Geschichte und Architektur
Die neubarocke Villa mit Chauffeurshaus steht auf einem großen Gartengrundstück. Sie wurde 1906 nach Plänen der Architekten Heinrich Kayser und Karl von Großheim für den Fabrikanten Carl Berg errichtet. Durch Erker, Vorbauten und die rückwärtige Loggia wirkt der Putzbau asymmetrisch. Das Walmdach ist durch Aufbauten wie Gauben und Zwerchgiebel gegliedert. Eine zweiläufige hölzerne Treppe führt in das Obergeschoss der zweigeschossigen Halle. In das Esszimmer wurden Flachtonnengewölbe eingezogen; Otto von Ernst bemalte die Wände 1909 mit Jagdszenen. Bemerkenswert sind der Lastenaufzug und die Staubsaugeanlage. Der Terrassengarten ist in der Nähe des Hauses regelmäßig gestaltet und in den anderen Bereichen in landschaftlicher Gestaltung erhalten.
Das Gebäude wurde 2004 grundlegend saniert.